# 반차오구

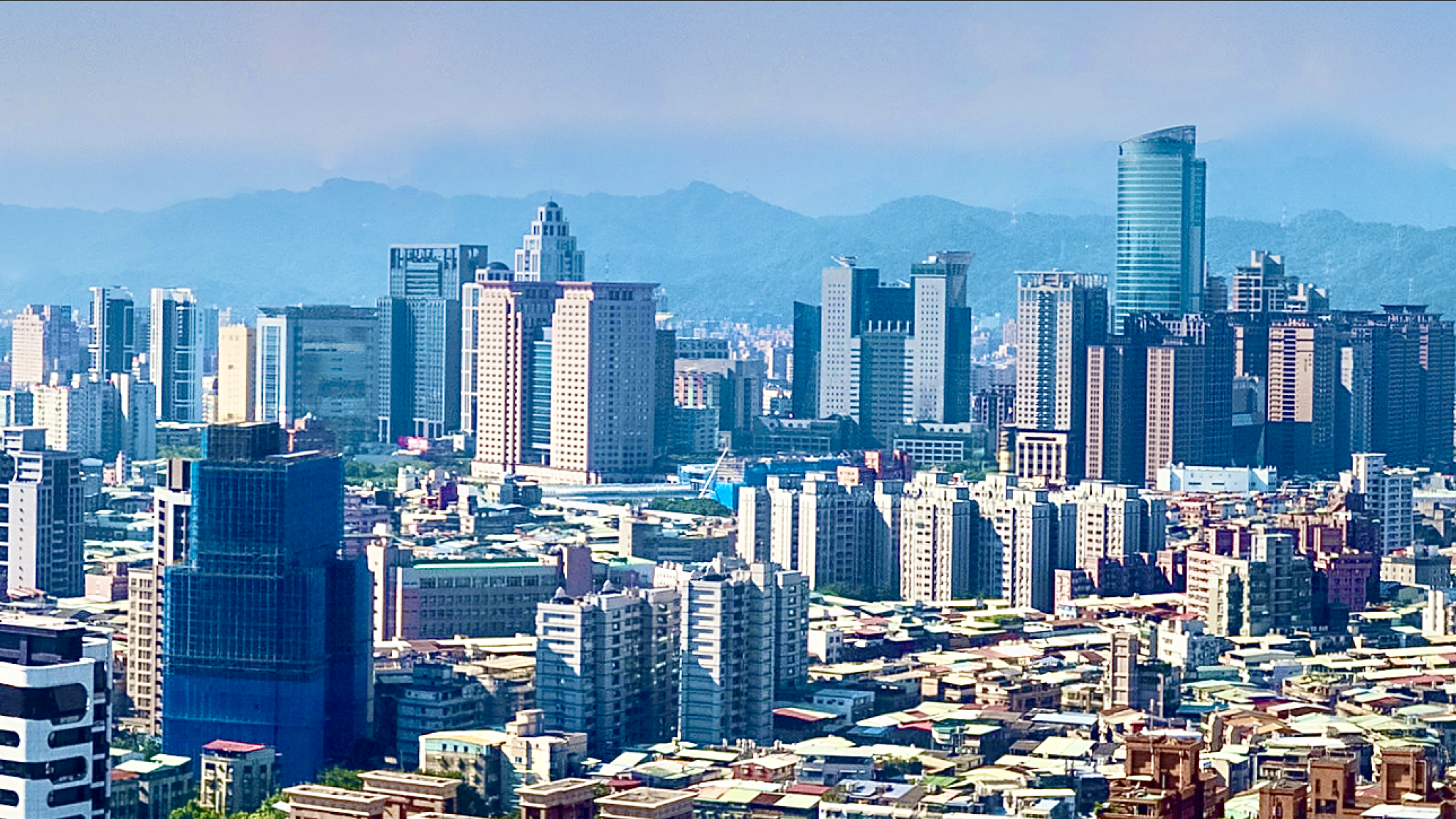
반차오 구의 스카이라인

반차오구(한국어: 판교구, 중국어: 板橋區, 병음: Bǎnqiáo Qū)는 중화민국 신베이시의 중서부에 위치한 구이다. 타이베이시의 위성도시로서 발전하고 있다. 넓이는 23.13km2이고, 인구는 2019년 8월 기준으로 567,323명이다.

## 지리

반차오 구의 위치

타이베이 현의 중서부에 위치하고 아열대 기후대에 속한다. 북쪽으로 싼충 구, 신좡 구, 북동쪽으로 타이베이시 완화 구, 서쪽으로 수린 구, 남쪽으로 투청 구, 중허 구와 접한다. 북동쪽으로 신뎬시(新店溪), 북서쪽으로 다한시(大漢溪)의 2개 강과 접한다.

## 역사
반차오는 옛날에는 파접(擺接)으로 불렸다. 이것은 이 지역에 거주하고 있던 케타갈란족이 세운 무로만사에 인접하는 파접사에서 유래한다. 이후 민난어로 가까운 발음인 방교(枋橋)로 바뀌었다. 현재에도 대만어에서는 반차오를 팡키오(枋橋, pang-kiô)로 부르고 있다. 일본 통치 시대의 1920년의 지방 제도 개혁과 함께 방을 약자인 판(板)으로 바꾸었고, 발음도 일본풍의 '이타하시'로 바뀌었다.
또다른 지명 유래의 설도 있다. 옛날 이곳에 강이 있어 주민의 교통에 불편을 초래하고 있었지만, 거기에 망족림본원가목이 사재를 투자해 목교를 건설했고, 이로 인해 반차오가 되었다는 설도 있다. 이 목교는 현재의 류허우 리, 류팡 리 부근에 위치하고 있었지만 현재는 남아있지 않다.
옹정 연간부터 한족이 진출했고 건륭 연간에는 요계장, 임성조 등에 의해 개척이 진행되어, 파접보(擺接堡)가 설치되었다. 관할은 현재의 반차오 시외에 중허 시, 투청 시 및 신좡 시 서부 일대를 포함했다.
일본 통치 시대가 되면서 철도가 반차오에 부설되어 반차오의 도시로서의 발전의 기초가 세워졌다. 1945년에 중화민국이 영유하면서 외성인이 많이 유입했고 1960년대의 경제발전을 거쳐 현재에 이르고 있다.

## 교육
- 국립 타이완 예술대학

## 교통
- 타이베이 첩운 반난선
- 타이완 철로관리국 종관선
- 타이완 고속철도